# Bråneryds kyrkogård
Bråneryds kyrkogård är en begravningsplats belägen söder om Huskvarna i Sverige. Den invigdes den 29 juni 1958., Här finns även Bråneryds kapell.

### Fotnoter
1. ↑  Bråneryds kyrkogårdoch kapell, 2008, läs online, läst: 22 december 2022.[källa från Wikidata]
2. ↑  ”Brånerydskapellet”. Svenska kyrkan Huskvarna pastorat. Arkiverad från originalet den 18 maj 2015. https://web.archive.org/web/20150518102115/http://www.svenskakyrkan.se/huskvarna/branerydskapellet. Läst 15 maj 2015.